# Marcus Thuram
Marcus Lilian Thuram-Ulien (n. 6 august 1997, Parma, Italia) este un fotbalist francez care joacă pe postul de atacant la Inter Milano în Serie A și la echipa națională de fotbal a Franței.

## Cariera pe echipe

### Sochaux
Thuram și-a început cariera profesionistă la Sochaux, unde a jucat și pentru echipa de tineret a clubului. Și-a făcut debutul în Ligue 2 pe 20 martie 2015 împotriva lui Châteauroux, înlocuindu-l pe Edouard Butin la 83 de minute. A jucat în total 43 de meciuri pentru Sochaux și a marcat un gol, într-o înfrângere cu 3-1 împotriva lui Tours pe 14 aprilie 2017.

### Guingamp
Pe 5 iulie 2017, Thuram s-a alăturat clubului din Ligue 1, Guingamp, pentru o sumă nedezvăluită. În august 2018, a atras atenția pentru că a jucat împotriva portarului lui Paris Saint-Germain, Gianluigi Buffon, un coechipier pe termen lung al tatălui său la Parma și Juventus.
Thuram a transformat un penalti în minutele de prelungire pe 9 ianuarie 2019 pentru a elimina deținătorii cupei, PSG, din sferturile de finală ale Coupe de la Ligue, după ce mai devreme a ratat de la fața locului în victoria cu 2-1 pe Parc des Princes. Douăzeci de zile mai târziu, a marcat egalarea în remiza 2–2 acasă cu Monaco în semifinală, iar încercarea sa de la loviturile de departajare ulterioare a fost salvată de Danijel Subašić, deși Guingamp a avansat totuși în finală.

### Borussia Mönchengladbach

#### 2019-20
Pe 22 iulie 2019, Borussia Mönchengladbach a anunțat transferul lui Thuram pe o durată a contractului de patru ani. Sumă transferului plătită către Guingamp a fost raportată la 12 milioane de euro. I s-a dat tricoul cu numărul 10, eliberat de Thorgan Hazard după mutarea sa la Borussia Dortmund.
Thuram și-a făcut debutul pentru Gladbach pe 9 august, în primul tur al cupei DFB-Pokal în deplasare împotriva echipei din 2. Bundesliga, SV Sandhausen, și a marcat singurul gol al meciului. A marcat primele goluri în Bundesliga la a cincea apariție pe 22 septembrie, marcând ambele goluri în victoria cu 2-1 pe teren propriu în fața lui Fortuna Düsseldorf.
Pe 31 mai 2020, Thuram a marcat de două ori în victoria cu 4-1 împotriva lui 1. FC Union Berlin. A îngenuncheat după primul său gol al meciului și a dedicat reușita în onoarea protestelor în curs din Statele Unite ale Americii pentru uciderea lui George Floyd.

#### 2021–2023
Pe 27 octombrie 2020, Thuram a marcat de două ori în remiza 2–2 cu Real Madrid în faza grupelor din Liga Campionilor. Pe 19 decembrie, Thuram a fost exclus pentru că a scuipat în fața adversarului Stefan Posch, atunci când Gladbach a fost învinsă cu 2-1 de Hoffenheim și a primit o suspendare de șase meciuri și o amendă de 40.000 de euro.
Thuram nu a reușit să înscrie în primele 15 meciuri din Bundesliga al sezonului 2021-22. Mai târziu a marcat doar trei goluri, câte unul împotriva lui Wolfsburg, Stuttgart și Greuther Fürth.
În noiembrie 2022, Thuram a reușit să înscrie 10 goluri în 15 meciuri din Bundesliga, în care și-a egalat cel mai bun record personal din sezonul de debut.
În aprilie 2023, directorul sportiv al lui Gladbach, Roland Virkus, a confirmat că Thuram va părăsi clubul la sfârșitul campaniei 2022-2023, după ce a ales să nu-și reînnoiască contractul.

### Inter Milano
La 1 iulie 2023, Thuram a fost semnat oficial ca agent liber de către echipa din Serie A, Inter Milano. Contractul său cu clubul va dura până în iunie 2028. Pe 3 septembrie, a marcat primul său gol într-o victorie cu 4-0 împotriva Fiorentinei. Pe 3 octombrie, a marcat primul său gol în Liga Campionilor cu Inter într-o victorie cu 1-0 asupra lui Benfica în faza grupelor, devenind al treilea francez care a marcat în această competiție pentru Inter, după Youri Djorkaeff (în 1998 împotriva lui Sturm Graz) și Patrick Vieira (în 2006 împotriva lui Bayern Mûnchen).

## Cariera la națională
Thuram a fost membru al Franței U19, care a câștigat Campionatul European Sub-19 din 2016. În noiembrie 2020, a fost convocat pentru prima dată la echipa de seniori, înaintea meciurilor cu Finlanda, Portugalia și Suedia. A debutat pe 11 noiembrie într-un amical împotriva finlandezilor, o înfrângere cu 2-0 pe Stade de France. A fost convocat pentru Euro 2020 amânat în mai 2021.
Pe 14 noiembrie 2022, Thuram a primit o convocare târzie pentru Campionatul Mondial din 2022, ridicând echipa la 26 de jucători. În finala împotriva Argentinei, el și Randal Kolo Muani au fost aduși în locul lui Ousmane Dembélé și Olivier Giroud, Franța pierzând cu 2-0 în minutul 41. A asistat la egalarea lui Kylian Mbappé pentru a face 2–2 la sfârșitul timpului regulamentar și a primit un cartonaș galben pentru simularea unui penalti în careu; Franța a pierdut la loviturile de departajare după o remiză 3–3. Pe 7 septembrie, a marcat primul său gol internațional într-o victorie cu 2-0 în fața Irlandei în timpul calificărilor la Euro 2024.

## Viața personală
Thuram este fiul fostului fotbalist internațional francez Lilian Thuram și fratele mai mare al fotbalistului profesionist Khéphren Thuram. S-a născut în orașul italian Parma, în timp ce tatăl său juca pentru acea echipă și a primit numele după activistul jamaican Marcus Garvey. În ciuda faptului că tatăl său a jucat pentru Juventus și Barcelona, în copilărie a susținut Milan și Real Madrid.

## Titluri
Guingamp
- Vice-campion al Coupe de la Ligue: 2018–19[35]

Inter Milano
- Supercoppa Italiana: 2023[36]

Franța U19
- Campionatul European de Fotbal Sub-19: 2016[37]

Franța
- Campionatul Mondial de Fotbal: vice-campion: 2022[38]